# Paulo Machline
Paulo Machline (* 30. September 1967 in São Paulo, São Paulo) ist ein brasilianischer Filmregisseur, Drehbuchautor und Produzent.

## Leben
Gleich mit seinem Erstlingswerk Uma História de Futebol (1998), einem fiktiven Kurzfilm über die Kindheits- und Jugendjahre des brasilianischen Fußball-Weltstars Pelé, zu dem Machline nicht nur die Produktion übernahm, sondern auch das Drehbuch schrieb und Regie führte, landete er einen großen Erfolg und wurde in der Kategorie „Kurzfilm“ für den Oscar nominiert. In dieser Dreierkombination agierte er später auch beim Dokumentarfilm A Raça Síntese de Joãosinho Trinta (2009) und beim Filmdrama Trinta (2013).
Seine einzigen Regiearbeiten, die bereits ins Deutsche synchronisiert wurden, sind die Episoden Der Schwätzer (Originaltitel: Courageux mais pas téméraire) und Tot oder lebendig (Mort ou vif) der Fernsehserie Großstadt Schocker (Petits mythes urbains), in denen Omar Sharif die Hauptrolle spielte.